# Unipol
Unipol Gruppo — итальянская компания, занимающая предоставлением финансовых услуг. Включает вторую крупнейшую в Италии страховую компанию UnipolSai, также предоставляет банковские услуги (в партнёрстве с BPER Banca), занимается управлением активами и операциями с недвижимостью. Основана в 1961 году в качестве общества взаимного страхования. Штаб-квартира компании располагается в Болонье, Италия. Крупнейшим акционером является потребительский кооператив Coop Alleanza 3.0 (22 %).
Страховые премии за 2020 год составили 11,3 млрд евро, из них 3,7 млрд пришлось на страхование жизни; страховые выплаты составили 8,8 млрд евро. Помимо Италии ведёт деятельность в Сербии (на неё приходится около 1 % выручки).
В списке крупнейших публичных компаний мира Forbes Global 2000 за 2023 год Unipol Gruppo заняла 917-е место (850-е по размеру выручки, 1313-е по чистой прибыли, 487-е по активам).